# Мокеево (Камешковский район)
Мокеево (Макеево) — деревня в Камешковском районе Владимирской области России. Входит в состав муниципального образования Второвское. Расположена около автодороги М-7 «Волга» примерно в 20 км к востоку от Владимира.

## История
По ревизии 1834 года в деревне Мокеево насчитывалось 202 души мужского пола и 210 — женского пола. По ревизии 1850 насчитывалось 192 души мужского пола и 242 — женского пола. Работала ветряная мельница. Жители занимались преимущественно хлебопашеством, каменными и кровельными работами. По данным 1859 года, в деревне насчитывалось 73 двора и 430 жителей (187 мужчин и 243 женщины).
После 1861 года деревня Мокеево входила в состав Давыдовской волости Владимирского уезда (с центром в селе Давыдово). Деревня входила в приход Преображенской церкви села Давыдово. В 1891 году в деревне была открыта Мокеевская земская школа, расположившаяся в одноэтажном деревянном доме, крытым тёсом. В школе был один класс, где обучались 42 ученика (на 1900 год). По данным 1905 года, в деревне было 86 дворов и 514 жителей. В 1905 году в деревне произошёл пожар, после которого осталось только 2 дома.
В 1920-е годы деревня Мокеево входила в состав Боголюбовской волости Владимирского уезда и являлась центром сельсовета, в который входили также деревни Ворынино и Горки. По данным Всесоюзной переписи 1926 года, в деревне Мокеево было 97 крестьянских хозяйств и проживало 467 человек (208 мужчин и 259 женщин). Позднее деревня Мокеево входила в состав Давыдовского сельсовета, а с 2005 года — в составе Второвского сельского поселения.

## Население
| 1859 | 1905 | 1926 |
| ---- | ---- | ---- |
| 430  | 514  | 467  |

| 1859 | 1905 | 1926 | 2002 | 2010 | 2021 |
| ---- | ---- | ---- | ---- | ---- | ---- |
| 430  | ↗514 | ↘467 | ↘21  | ↗33  | ↗104 |

## Достопримечательности
- Мокеева Гора — археологический памятник XII века. Расположена в 500 м северо-восточнее деревни. Холм ориентирован на юго-восток, его длина составляет 80-100 м, а ширина в основании 12-15 м. Согласно официальной версии, представляет собой часть древнего оборонительного сооружения[15].
- Часовня во имя иконы Божией Матери «Неопалимая Купина», сооружённая в память о пожаре 1905 года[2].
- Памятник жителям деревни, погибшим в годы Великой Отечественной войны[2].
- Дом, в котором жил и работал писатель Иван Александрович Удалов-Митин (1920—1997). На стене дома установлена мемориальная доска[2].
- Родник. Расположен на северной окраине деревни[16].